# Shoshana Rudiakov
Shoshana Rudiakov (1948-2012) es una pianista letona.

## Biografía
Nació en Riga (Letonia). Completó sus estudios en el Conservatorio Chaikovski de Moscú con los profesores Bella Davidovich y Jakov Flier.
A su llegada a Israel, fue contratada como solista en las mejores orquestas. En Alemania lleva una apretada programación de actuaciones como solista con la Orquesta Filarmónica de Berlín, la Orquesta de cámara de Württemberg y la Orquesta Filarmónica de Núrembreg.
Rudiakov es profesora de piano y vicerrectora de la Staatliche Hochschule für Musik und Darstellende Kunst y miembro facultativo del Festival Manchester (en Vermont, EE. UU.).